# Зуб (озеро)
Зуб — пресное озеро в восточной Антарктиде, расположенное в Оазисе Ширмахера. В районе озера находится российская полярная станция Новолазаревская.
Озеро нанесено на карту в 1961 году во время Советской Антарктической экспедиции. Названо так вероятно из-за своей формы, напоминающей человеческий зуб.
Площадь зеркала 0,29 км²; средняя глубина 2 м, максимальная глубина — 6 м. Подпитка озера происходит талыми водами с ледника; сток осуществляется через водотоки в океан. Толщина ледового покрова доходит до 150 см, летом лёд полностью стаивает. Средняя температуры воды в тёплое время колеблется около 5 °C.